# Вестерн Юнайтед (Хоніара)
Не варто плутати із австралійським футбольним клубом Вестерн Юнайтед (Мельбурн)
Футбольний клуб Вестерн Юнайтед або просто «Вестерн Юнайтед» (англ. Western United Football Club) — напівпрофесіональний футбольний клуб з міста Хоніара..

## Історія
Клуб було засновано в 2010 році. В сезоні 2010/11 років посів 4-те місце в історичному першому розіграші Телеком С-Ліги. Наступного сезону «Вестерн Юнайтед» у чемпіонаті виступив краще, посівши 2-ге місце (переможцем чемпіонату став клуб «Соломон Уорріорз»). У 2015 році команда вперше перемогла у національному чемпіонаті, завдяки чому вперше кваліфікувався для участі у Лізі чемпіонів.
«Вестерн Юнайтед» брав участь лише в одному розіграші Ліги чемпіонів, але в ньому особливих успіхів не досягнув. До сих пір ця команда не лише не змогла вийти з групового етапу, а й навіть здобути хоча б одну перемогу. Сезон 2014/15 років у цьому турнірі команда завершила трьома поразками у трьох зіграних поєдинках. У сезоні 2018 року посів 5 місце, після чого припинив виступи у чемпіонаті.

## Досягнення
- Телеком С-Ліга
  -  Чемпіон (1): 2014/15
  -  Срібний призер (2): 2011/12, 2015/16
  -  Бронзовий призер (1): 2013/14